# Gloucester (Schiff, 1910)
Die HMS Gloucester, das neunte Schiff der Royal Navy mit diesem Namen, war ein Leichter Kreuzer der Town-Klasse, der 1909 bei der Werft William Beardmore and Company in Dalmuir (Schottland) auf Kiel gelegt wurde und 1909 vom Stapel lief. Schwesterschiffe waren Bristol (Typschiff der ersten Untergruppe), Glasgow, Liverpool und Newcastle.

## Technische Daten
Insgesamt wurden bis 1922 21 Kreuzer der Town-Klasse für die Royal Navy und Royal Australian Navy in fünf Untergruppen fertiggestellt.
Die Gloucester gehörte zur ersten Untergruppe, der Bristol-Klasse. Diese Schiffe verdrängten etwa 4.800 Tonnen und liefen mit ihren Parsons-Turbinen bis zu 27 Knoten. Sie waren 131 m lang und 15,2 m breit und hatten 4,9 m Tiefgang.
Die Bewaffnung der ersten Serie bestand aus zwei einzelnen 15,2-cm-Geschützen (je eines auf dem Vor- und Achterschiff), zehn 10,2-cm-Geschützen an den Seiten sowie vier Drei-Pfündern, vier Maxim-Maschinenkanonen und zwei 45,7-cm-Unterwasser-Torpedorohren. Die beiden 15,2-cm-Geschütze waren erst spät dem Entwurf zugefügt worden, um den Kreuzern eine Überlegenheit über die deutschen Kleinen Kreuzer zu geben. Ab der zweiten Serie wurden alle 10,2-cm-Geschütze ersetzt und die Kreuzer der Town-Klasse führten acht 15,2-cm-Geschütze.
Die Besatzung zählte 411 Mann.

## Friedenszeit
Bei Indienststellung 1910 wurde die Gloucester dem 1. Schlachtgeschwader (1st Battle Squadron) der Home Fleet zugewiesen. Im Januar 1913 wurde sie dann der 2nd Light Cruiser Squadron im Mittelmeer zugeteilt. 1914 war sie dort noch immer zusammen mit der Weymouth, der Chatham und der Dublin im Einsatz und befand sich Ende Juli in Alexandria auf eine Demonstrationsreise der Britischen Mittelmeer-Flotte durch das Stationsgebiet. Der Oberkommandierende, Admiral Archibald Berkeley Milne hatte zwei seiner drei Schlachtkreuzer, zwei seiner vier Panzerkreuzer, das komplette 2. Leichte Kreuzergeschwader und dreizehn Zerstörer versammelt. Wegen des drohenden Kriegsausbruchs marschierte die Flotte weiter nach Malta.

## Kriegseinsatz

### Verfolgung der deutschen Mittelmeerdivision
Erster Einsatz der Flotte und damit auch der Gloucester war die Verfolgung der deutschen Mittelmeerdivision unter Konteradmiral Wilhelm Souchon, die aus dem Schlachtkreuzer Goeben und dem Kleinen Kreuzer Breslau bestand. Die beiden Schiffe waren aus der Adria kommend gemäß den Dreibundabreden nach Messina gelaufen und hatten von dort bei Kriegsausbruch zwischen Frankreich und Deutschland zwei algerische Häfen angegriffen. Auf dem Rückweg waren sie auf zwei der britischen Schlachtkreuzer auf dem Marsch nach Gibraltar gestoßen, die einen Ausbruch der Deutschen aus dem Mittelmeer verhindern sollten. Da zwischen Deutschland und Großbritannien der Krieg noch nicht erklärt war, nahmen die Schlachtkreuzer nur die Verfolgung der Deutschen auf, bei der sie vom Leichten Kreuzer Dublin unterstützt wurden. Die Deutschen konnten den Briten entkommen und waren am Morgen des 5. August wieder in Messina eingelaufen.
Seit dem 2. August war die britische Mittelmeerflotte mit der Mehrzahl ihrer Schiffe unter Konteradmiral Ernest Troubridge Richtung Adria in See. Die Briten erkannten die Absicht der Deutschen, in die Türkei zu steuern nicht.

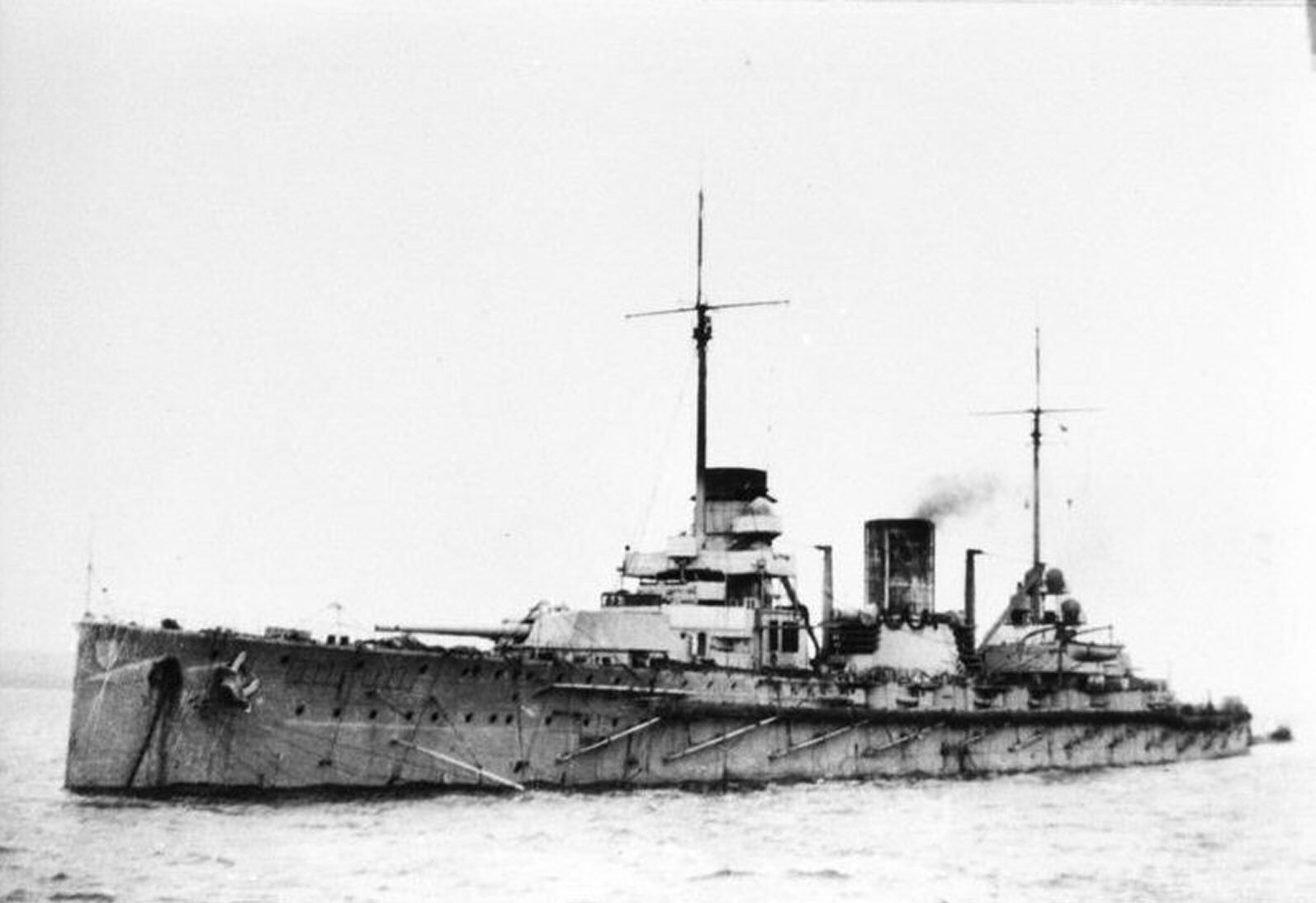
SMS Goeben

Der Oberbefehlshaber Milne erwartete, dass sie erneut einen Angriff auf die Franzosen zur Behinderung der Truppentransporte von Nordafrika nach Frankreich versuchen würden, zumal er falsche Hinweise auf das Vorhandensein von deutschen Kohlendampfern im Bereich der Balearen erhalten hatte. Er blieb mit zwei Schlachtkreuzern auf Sicherungsfahrt im Westen von Sizilien, um beide Angriffsrouten abdecken zu können. Da die Anweisungen aus London ihn zur strengen Beachtungen der italienischen Neutralität aufforderten, kam für ihn eine Passage durch die Straße von Messina und der italienischen Hoheitsgewässer nicht in Betracht.

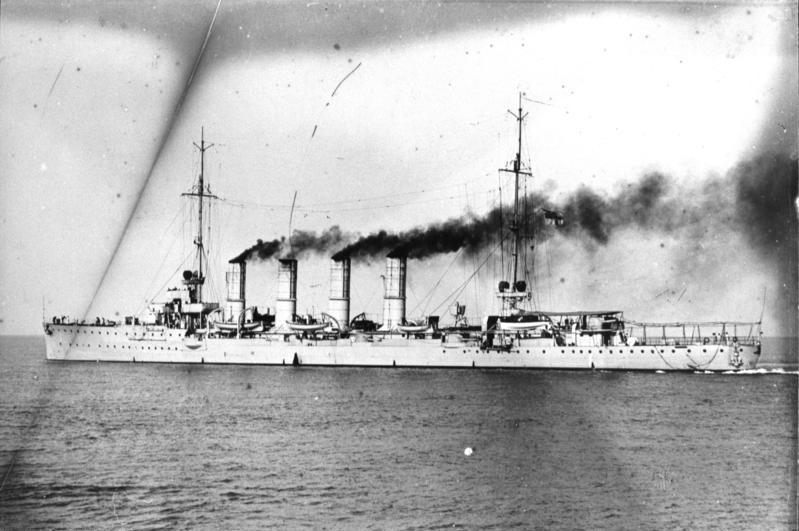
SMS Breslau

Sein Untergebener Troubridge hielt einen Marsch in die Adria zur Österreichischen Marine für wahrscheinlich. Schon in der Nacht zum 5. August hatte er mit seinen vier Panzerkreuzern und acht Zerstörern die Deutschen gesucht, da er erst vier Stunden verspätet vom Einlaufen der Deutschen in Messina unterrichtet worden war und einen direkten Durchmarsch befürchtete. Bei Tage hatte er sich nach Osten an die griechische Küste zurückgezogen, da er dort Kohlendampfer erwartete und seine Zerstörer nur noch geringe Vorräte hatten. Direkt vor Messina stand nur die von Troubridge dort belassene Gloucester.
Am Abend des 6. August liefen die Deutschen gegen 17.00 Uhr aus. Die Gloucester unter Captain William A. Howard Kelly nahm sofort die Verfolgung auf und unterrichtete über Funk die beiden britischen Admirale. Die Deutschen bemühten sich, den Funkverkehr zu stören, was ihnen gelegentlich gelang und zeitweise zu einer unvollständigen bis fehlerhaften Information führte. Die Deutschen liefen nach Nordosten entlang der italienischen Küste anscheinend Richtung Adria. Die britischen Schlachtkreuzer liefen erst nach Malta, um Kohlen zu ergänzen; Troubridges Verband vor der griechischen Küste nach Norden, um im engeren Seeraum ein Gefecht gegebenenfalls zu führen.
Die Breslau versuchte mehrfach, mit ihrer überlegenen Geschwindigkeit durch Kursänderungen die Gloucester von der Verfolgung der Goeben abzulenken, was nicht gelang. Sie konnte lediglich verhindern, dass die  Gloucester sich in einer Position halten konnte, in der der Mond das Flaggschiff „ausleuchtete“. Um 23.00 Uhr änderte Souchon den Kurs und die beiden deutschen Schiffe liefen nun nach Südosten. Sie versuchten weiter, die Funkmeldungen der Gloucester zu stören, was aber nur zum Teil gelang. Um 0.10 Uhr am 7. August wendete Troubridge mit seiner 1st Cruiser Squadron und lief nun mit den vier Panzerkreuzern nach Süden, um Breslau und Goeben in der Nacht abzufangen. Seine Zerstörer hatten immer noch unzureichende Kohlenbestände, um effektiv eingesetzt zu werden.
Die schärfste Waffe der Briten schien der Kreuzer Dublin unter Captain John D. Kelly, dem jüngeren Bruder des Kommandanten der Gloucester, zu sein, der nach der Verfolgung der Deutschen am 4. zum Auffüllen seiner Kohlenbestände nach Malta gegangen war und dies am 6. August, gegen 13.30 Uhr, mit den Zerstörern HMS Beagle und HMS Bulldog verlassen hatte, um Troubridges Verband zu verstärken. Sie sollten mit einem Torpedonachtangriff die Goeben stoppen. Mit Höchstfahrt liefen sie zu einem errechneten Schnittpunkt, der allerdings durch die verstümmelten Funksprüche der Gloucester und die von dieser übermittelten zu hohen Geschwindigkeit falsch war. Dennoch sichteten sie die Breslau und nahmen die Verfolgung auf, da sie es nicht geschafft hatten, vor sie zu geraten. Um 2.42 Uhr brachen sie die Verfolgung der schnelleren Breslau ab, da die Goeben nach den Meldungen der Gloucester sich noch weiter im Nordwesten befand. Bis 3.30 Uhr setzte John Kelly mit seinen Schiffen die Suche fort. Sie sichteten lediglich Dampfsäulen, die vermutlich zur Gloucester gehörten. Um 3.30 Uhr musste John Kelly die Suche abbrechen, da der Kohlenvorrat seiner Schiffe stark verringert war und dadurch auch die Einsatzfähigkeit gefährdet war. Er setzt seine Fahrt zum Verband von Troubridge fort. Dessen Verband brach schon um 3.47 Uhr noch nahe der griechischen Küste und weit im Norden den Marsch nach Süden ab, da ein Nachtgefecht kaum noch möglich war und er bei Tag keine Chance gegen die Goeben sah.

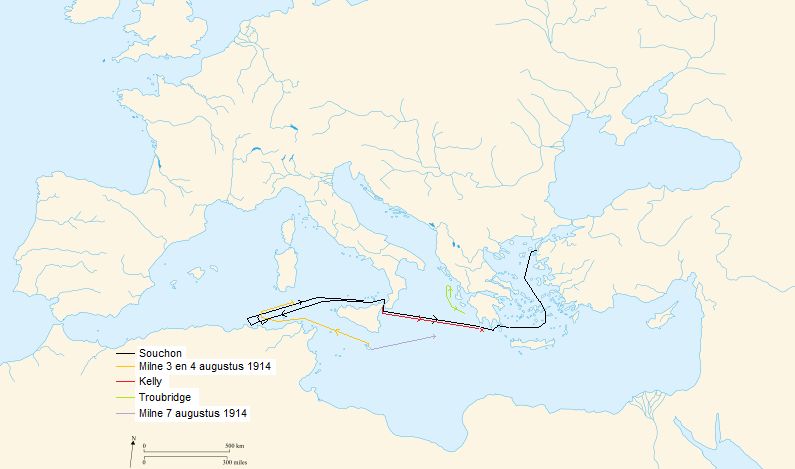
Die Kurse der Mittelmeerdivision und ihrer Verfolger

So blieb die Gloucester unter Howard Kelly der einzige Verfolger der Mittelmeerdivision. Die Breslau war ihr im Lauf der Verfolgung schon mehrfach sehr nahegekommen, ohne das Feuer zu eröffnen. Seit dem Morgen liefen die Deutschen Schiffe wieder beieinander. Souchon hatte die Breslau ans Ende befohlen und ließ sie langsamer laufen, um mit dem Schlachtkreuzer einen Vorsprung zu gewinnen. Er plante einen Überfall auf den verfolgenden Kreuzer im Schutz der griechischen Inseln. Kelly war inzwischen von Milne befohlen worden, die Verfolgung auf der Höhe von Kap Matapan abzubrechen, um nicht in diese Gefahr zu geraten. Die Gloucester schloss gegen 13.30 Uhr näher zur Breslau auf und eröffnete das Feuer, das sofort erwidert wurde. Kelly hoffte, die Goeben würde zur Unterstützung der schwächeren Breslau wenden. Die Breslau erhielt einen unbedeutenden Treffer an der Wasserlinie, folgte dann aber der außer Sicht gekommenen Goeben. Die Gloucester brach kurz darauf befehlsgemäß, mit geringem Kohlenvorrat und ohne Möglichkeit, die Geschwindigkeit der Breslau zu halten, die Verfolgung ab. Goeben und Breslau erreichten am 10. August unbehelligt ihr Ziel und wurden für das Osmanische Reich ein starkes Motiv für den Kriegseintritt auf Seiten der Mittelmächte.

### Suche nach deutschen Handelsstörern
Im November 1914 wurde die Gloucester in den Indischen Ozean entsandt, um sich an der Suche nach dem dort Handelskrieg führenden Kleinem Kreuzer Emden zu beteiligen, der allerdings schon am 9. November vom australischen Leichten Kreuzer HMAS Sydney bei den Kokosinseln versenkt wurde. Die Gloucester wurde wieder ins Mittelmeer verlegt und sollte dann zur Home Fleet versetzt werden. Sie wurde aber erst nach Westafrika beordert, um an der Suche nach dem deutschen Hilfskreuzer SMS Kronprinz Wilhelm teilzunehmen. Ab Februar 1915 gehörte sie zur 3rd Light Cruiser Squadron und konnte im Atlantik das deutsche Schiff Macedonia der HAPAG aufbringen, das den Hilfskreuzer versorgen sollte.

### Dienst in der Home Fleet
Im April 1916 lief die Gloucester nach Galway im Westen Irlands während des Osteraufstandes und beschoss die Felder um Athenry, wo Liam Mellows etwa 700 Rebellen versammelt hatte. Am 29. April zogen sich die Aufständischen aus der Stadt Athenry zurück. Dann nahm der Kreuzer im Verband der 3rd Light Cruiser Squadron, der den Schlachtkreuzern zugeteilt war, am 31. Mai und 1. Juni 1916 an der Skagerrakschlacht teil. Danach wurde er der 2nd Light Cruiser Squadron zugeteilt.

### Wieder im Mittelmeer
Im Dezember 1916 wurde sie wieder ins Mittelmeer verlegt und der 8th Light Cruiser Squadron in der Adria zugeteilt. Schon in der Nacht vom 22. auf den 23. Dezember kam der Kreuzer zum Einsatz, als vier österreichische Zerstörer die Wachschiffe der Sperre bei Otranto angriffen. Erste Unterstützung leisteten französische Zerstörer, zu deren Verstärkung italienische Zerstörer und die Gloucester aus Brindisi ausliefen. In der Dunkelheit rammten sich die beiden alliierten Zerstörergruppen. Die vier beschädigten Schiffe mussten in Schlepp genommen werden und die Österreicher konnten entkommen.
Im April 1917 war sie kurzzeitig in Indien auf der Eastindies station, kehrte dann aber wieder in die Adria bis zum Kriegsende im November 1918 zurück.

## Verbleib
Die Gloucester überstand den Weltkrieg und verlegte im April 1919 vom Mittelmeer in die Heimat, um in Devonport außer Dienst gestellt zu werden. Das in die Reserve überführte Schiff wurde schon im März 1920 ausgesondert und im Mai 1921 zum Abbruch in Briton Ferry verkauft.